# Nontron
 Nontron  (en occitano Nontronh) es una población y comuna francesa, situada en la región de Nueva Aquitania, departamento de Dordoña. Es la subprefectura del distrito y chef-lieu del cantón de su nombre.

## Demografía
| 3593 | 3792 | 3954 | 3850 | 3558 | 3500 |
| Para los censos de 1962 a 1999 la población legal corresponde a la población sin duplicidades (Fuente: INSEE [Consultar]) |      |      |      |      |      |

## Personajes relacionados
- François Chavaneau, químico.